# Junge Generation
De Junge Generation in der SPÖ (Nederlands: Jonge Generatie in de SPÖ, JG) is de jeugdafdeling van de Sozialdemokratische Partei Österreichs (SPÖ), een partij die politiek actief is in Oostenrijk. Net als de SPÖ is de JG de sociaaldemocratische beginselen toegedaan.

## Oprichting en geschiedenis
De JG werd 22 januari 1958 opgericht. De eerste voorzitter werd Hans Czettel. Sinds haar oprichting is de JG een van de deelorganisaties van de SPÖ. In de jaren tachtig van de twintigste eeuw startte de JG een grote campagne om meer jonge vrouwen te werven en politiek bewust te maken. Hierbij werd besloten dat 30% van de bestuursfuncties door vrouwen moesten worden opgevuld. Daarnaast zette de JG sterk in op groene politiek. Voorstellen van de JG op dit gebied werden ook door SPÖ overgenomen.
Met de opkomst van de FPÖ aan het begin van de jaren negentig en de antisemtische retoriek van partijleider Jörg Haider en zijn poging in 1993 om via een referendum een strenger immigratiebeleid af te dwingen ("Österreich zuerst") begon de JG met een tegenactie "mensen in nood" waarin de JG zich afzette tegen de FPÖ.
De huidige voorzitter van de JG is Katharina Kucharowits (*1983) die sinds 2013 ook lid is van de Nationale Raad.

## Ideologie
De Junge Generation is sociaaldemocratisch en progressief en probeert alternatieven te bieden voor het neoliberalisme.

## Lidmaatschap
Jongeren van 18 tot 38 jaar kunnen lid worden van de JG.

## YES
De Junge Generation is aangesloten bij de Young European Socialists (YES), de jongere partij van de Partij van de Europese Sociaaldemocraten.

## Lijst van bondsvoorzitters
- Hans Czettel (1958)
- Fritz Hofmann (1958)
- Bertl Rauscher (1958)
- Hans Czettel (1961–1963)
- Fritz Hofmann (1963–1967)
- Leopold Gratz (1967–1971)
- Karl Blecha (1971–1974)
- Albrecht K. Konecny (1974–1980)
- Fritz Edlinger (1980–1984)
- Maria Berger (1984–1988)
- Christian Cap (1988–1991)
- Hans Marcher (1991–1994)
- Franz Ramskogler (1994–1996)
- Erich Fenninger (1996–1997)
- Jörg Paller (1997–1998)
- Michael Grossmann (1998–2002)
- Jörg Leichtfried (2000–2002)
- Kerstin Suchan (2002–2003)
- Hannes Schwarz (2003–2004)
- Alexander Prischl (2004–2008)
- Tina Tauß (2008–2012)

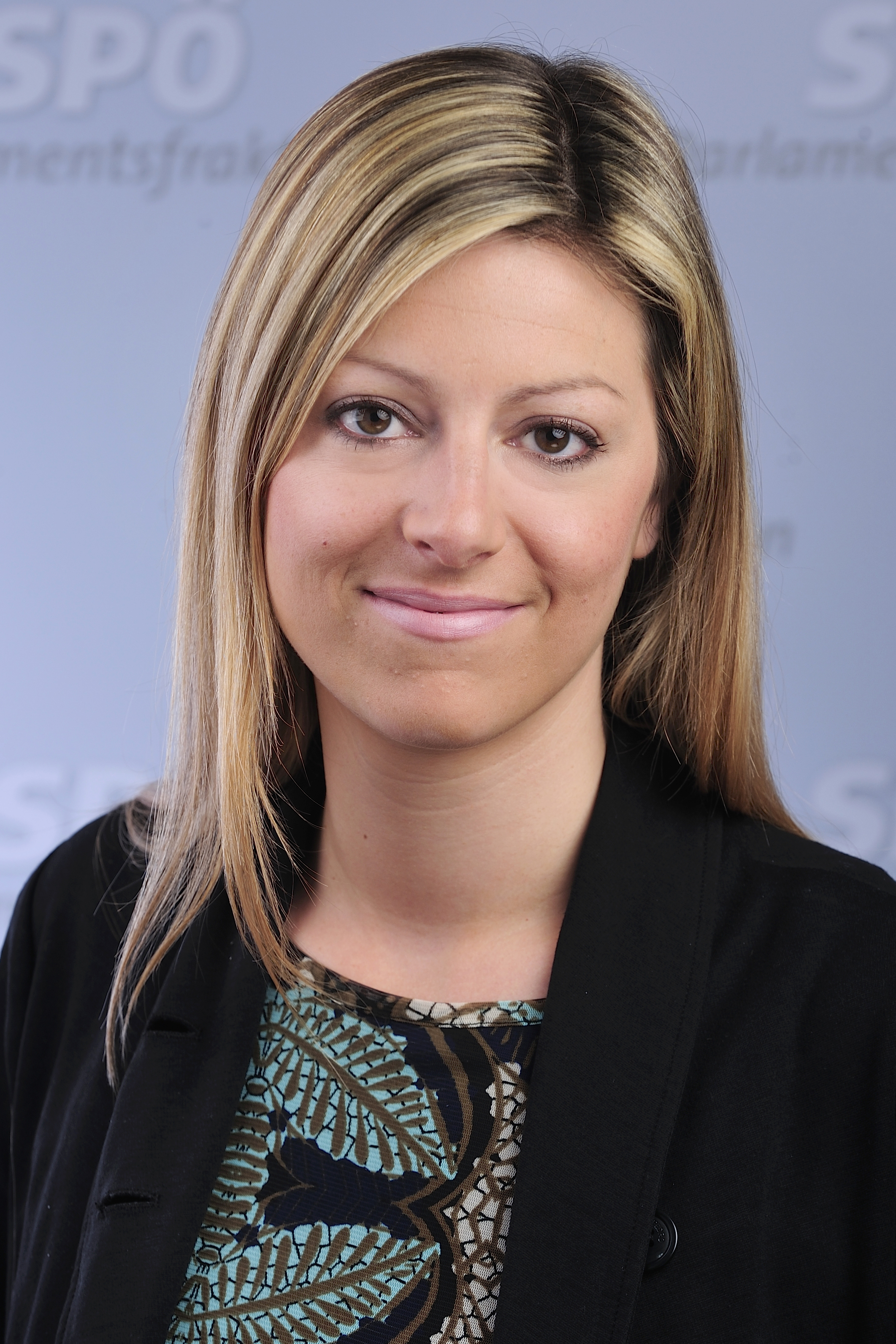
De huidige voorzitter, Katharina Kucharowits

- Katharina Kucharowits (sinds 2012)